# 松山基範
松山基範（1884年10月25日—1958年1月27日），日本地球物理學家。他是推測地磁场曾經在過去地球歷史上經歷地磁逆轉的第一人。在今日正向磁極性的「布容期」之前的逆向磁極性期被稱為「松山反向極性期」，這兩個時期的邊界被稱為「布容尼斯－松山反轉」。

## 生平
松山基範生於日本大分縣，是一位禪宗僧侶的兒子。他曾就讀於廣島大學和京都帝國大學，並於1913年成為京都帝國大學講師。1919到1921年間松山基範在美國芝加哥大學和地質學家湯瑪斯·錢柏林一起研究，之後回到日本擔任京都帝國大學的理論地質學教授。松山基範於1927到1932年間在日本、朝鮮半島和满洲地区進行重力探測。並且他在潛水艇中以韋寧－邁內茲擺儀進行日本海溝周圍的重力探測。
在松山基範的時代，較古老岩石的磁極性方向和今日地磁場方向相反的狀況已經被發現，並且也發展出過去地磁場曾經逆轉的假設。松山基範則是對該假設進行有系統研究的第一人。1926年起松山基範在日本和滿州地區收集玄武岩樣本，1929年時他發表論文指出岩石磁極性和地層位置有明顯關聯。他並提到在早更新世的地球磁場磁極方向和今日的地球磁場是相反的，之後磁極方向轉變為和今日相同。在258到78萬年前的地磁場磁極方向和今日是相反的，這段時期今日被稱為松山反向極性期，並且磁極方向轉換到和今日地磁場磁極方向相同的「正向」事件即為「布容尼斯－松山反轉」。
地磁場極性逆轉的紀錄在海床的岩石中特別明顯，成為哈里·哈蒙德·赫斯提出的海底扩张学说的關鍵證據。
松山基範於1949年擔任首任山口大學校長直到病逝為止。

## 紀念
南極洲的一處岩石命名為「松山岩」，以紀念松山基範。

## 延伸閱讀
- Matuyama, M. "On the Subterranean Structure Around Sakurazima Volcano Considered from the State of Gravitational Field （页面存档备份，存于）", Japanese Journal of Astronomy and Geophysics, 4, 3, 121–138, National Research Council of Japan.  1927.
- Stern, D.P. "A Millennium of Geomagnetism: Dipole Reversals and Plate Tectonics （页面存档备份，存于）" Reviews of Geophysics, 40(3), pp. 1-1 to 1-30.  September  2002.

- 日も行く末ぞ久しき―地球科学者松山基範の物語，前中一晃，文芸社，ISBN 428600810X

## 外部連結
- Matuyama Motonori, Encyclopedia.com （页面存档备份，存于）